# Юленька (фільм)
«Юленька» (інші назви:«Юленька. Зло»,«Юленька. Смертельні уроки») — художній фільм-трилер 2009. У Росії вийшов на екрани 19 лютого 2009 року.

## Зміст
Андрій Бєлов переїжджає з родиною зі столиці в провінційне місто. Заради здоров'я коханої він міняє роботу університетського викладача на місце класного керівника в жіночій гімназії. Бєлов швидко розуміє — з його класом щось не так. За круговою порукою мовчання ховається дивна і страшна таємниця. Ці п'ятикласниці не грають в ляльки — вони грають людськими життями. Сигналом до дії для Андрія стане записка «Врятуйте нас!», знайдена в шкільному щоденнику. Поступово життя Белова перетворюється на кошмар. Всі його почуття, емоції і вчинки спотворюються під призмою страху. Зло отруює все його існування, повільно і витончено відбирає все найдорожче. І чи вдасться йому вибратися з цього кошмару, залежить тільки від однієї маленької дівчинки. А вона просто хоче, щоб мама була щаслива.

## Ролі
| Актор                  | Роль                                                          |
| ---------------------- | ------------------------------------------------------------- |
| Марат Башаров          | Андрій Бєлов - вчитель античної літератури                    |
| Дарина Балабанова      | Юля Маєвська                                                  |
| Оксана Лаврентьєва     | Лера - фотограф, дівчина Андрія Бєлова, мати Насті Литвинович |
| Олександра Дихне       | Настя Литвинович - школярка, дочка Лери                       |
| Ганна Казючиць         | Анна — мати Юлі Маєвської                                     |
| Діана Шпак             | Марина Шімадіна                                               |
| Ірина Купченко         | Тамара Йосипівна - завуч школи                                |
| Сергій Греков          | Сергій Ковальчик - найкращий друг Андрія Белова               |
| Олександр Стриженов    | слідчий Борін                                                 |
| Хельга Філіппова       | Юлія Іванівна Ялинська - мати Соні Ялинської, лікар-хірург    |
| Світлана Кропінов      | Катя Урлакова                                                 |
| Софія Максимча         | Кіра Кононович                                                |
| Дар'я Добриніна        | Люба Гаврилова                                                |
| Маргарита Силкіна      | Соня Ялинська - школярка, дочка Юлії Іванівни Ялинської       |
| Марія Дунаєвська       | Свєта Аникей                                                  |
| Маргарита Комлева      | Яна Кленіна                                                   |
| Павло Пархоменко       | художник                                                      |
| Тетяна Косач- Бриндіна | -                                                             |
| Олександра Стриженова  | дівчинка, що знепритомніла                                    |
| Ангеліна Варганова     | лікар приймального відділення                                 |

## Цікаві факти
- В кінці фільму друг головного героя Сергій Ковальчик відправляється на автомобілі Волга з державним номером а097ов212. Код 212 тут — це вигаданий код регіону, хоча чисто теоретично можна було б припустити, що цей номер належить до регіону 12 — Республіці Марій Ел.
- Під час знайомства і розпису в журналі Андрій Бєлов говорить «Гаврилова Любов», а Кононович Кіра говорить «Кохання-зітхання» — натяк Олександра Стриженова, оскільки він був режисером першої популярної серії «Кохання-зітхання».
- Фільмові був привласнений рейтинг R. Проте всім юним актрисам було не більше 11 років.
- Згідно з сюжетом, Юля має рідкісне захворювання: її свідомість і мозок розвиваються набагато швидше за тіло, вона є дорослою жінкою з зовнішністю школярки. Ця ж ситуація (а також деякі інші елементи сюжету) присутні в американському фільмі Дитя пітьми. Цікаво, що обидва фільми вийшли в прокат у 2009 році.

## Знімальна група
- Режисер — Олександр Стриженов
- Сценарист — Андрій Курейчик, Григорій Підземельний
- Продюсер — Олександр Котелевський, Ренат Давлетьяров, Андрій Новіков, Григорій Підземельний
- Композитор — Аркадій Укупник